# Placogorgia immersa
Placogorgia immersa är en korallart som först beskrevs av Nutting 1910.  Placogorgia immersa ingår i släktet Placogorgia och familjen Plexauridae. Inga underarter finns listade i Catalogue of Life.